# セリプロロール
セリプロロール（Celiprolol）は高血圧の治療に用いる交感神経β受容体遮断薬の一つである。β1受容体に対しては遮断薬として働くが、β2受容体に対しては部分作動薬として働く。弱いα2受容体遮断作用も持つ。商品名セレクトール。

## 効能・効果
本態性高血圧症（軽症～中等症）、腎実質性高血圧症、狭心症
- 本態性高血圧症（軽症～中等症）、腎実質性高血圧症 - 1日1回100～200mgを食後経口投与。1日最高用量は400mg。
- 狭心症 - 1日1回200mgを食後経口投与。1日最高用量は400mg。

## 禁忌
- 糖尿病性ケトアシドーシス、代謝性アシドーシスのある患者
- 高度の徐脈（著しい洞性徐脈）、房室ブロック（II、III度）、洞房ブロック、洞不全症候群のある患者
- 心原性ショックの患者
- 鬱血性心不全、肺高血圧による右心不全のある患者
- 未治療の褐色細胞腫の患者
- 妊婦または妊娠している可能性のある婦人
- 製剤成分に対し過敏症の既往歴のある患者

## 副作用
重大な副作用として、心不全、房室ブロック、洞房ブロックが知られている。

## 臨床研究
2010年の臨床試験では、稀な遺伝性疾患であるエーラス・ダンロス症候群の血管合併症の予防薬として有効であることが示唆された。その研究では、動脈破裂や剥離の発生率が減少することが示されていた。